# Heinrich Ferdinand Schöppl
Heinrich Ferdinand Schöppl (* 30. Mai 1868 in Prag; † 28. Oktober 1924 in Regensburg) war ein österreichischer Offizier der k.u.k. Armee und Archivar.

## Leben
Schöppl, k.u.k. Rittmeister, war von 1908 bis 1920 Archivar des Historischen Vereins für Oberpfalz und Regensburg und seit 1912 Archivar der Grafen von Tattenbach.

## Schriften (Auswahl)
- Das k. u. k. österr.-ung. Infanterie-Regiment „Erzherzog Karl“ Nr. 3 von Regensburg 1809. Regensburg 1909.
- Katalog des Volkskunst-, Trachten- u. Hausgeräte-Museums auf der Oberpfälzischen Kreis-Ausstellung 1910. Regensburg 1910.
- Zur Erinnerung an die nach der Schlacht von Regensburg 1809 hier verstorbenen Franzosen und an Napoleons I. Verwundung. Regensburg 1911.
- Christian Gottlieb Gumpelzhaimer als Großherzoglich Mecklenburg-Schwerinscher geheimer Legationsrat. Regensburg 1911.